# Amphilophus zaliosus
Amphilophus zaliosus är en fiskart som först beskrevs av Barlow, 1976.  Amphilophus zaliosus ingår i släktet Amphilophus och familjen Cichlidae. IUCN kategoriserar arten globalt som akut hotad. Inga underarter finns listade i Catalogue of Life.